# Ramal de Cabedelo
O Ramal de Cabedelo é um ramal ferroviário de ligação que une dezesseis estações ferroviárias do litoral paraibano, especialmente as estações de Paula Cavalcanti à Estação Cabedelo.

## História
Com início na Estação Entroncamento, atualmente conhecida por Paula Cavalcanti, o Ramal teve suas primeiras estações inauguradas no ano de 1883, com posterior ampliação, o Ramal chegou em 1889 ao seu destino final, o Porto de Cabedelo.
Parte atual do Ramal é utilizado pela CBTU para o transporte de passageiros, os trens de subúrbios levaram passageiros entre a capital da Paraíba e demais cidades da região até o ano de 1966, voltando a fazê-lo somente em 1982, quando o transporte se restringiu à Região Metropolitana de João Pessoa.

## Administração
- E. F. Conde D'Eu (1883-1901)[3]
- Great Western (1901-1950)[3]
- Rede Ferroviária do Nordeste (1950-1975)[3]
- RFFSA (1975-1997)[3]
- CBTU (1997-)[3]